# Strada statale 14 (Polonia)
La strada statale 14 (sigla DK 14, in polacco droga krajowa 14) è una strada statale polacca che attraversa il Paese da Łowicz a Walichnowy.